# بمب‌گذاری‌های ۴ آوریل ۲۰۱۰ بغداد
بمب‌گذاری‌های ۴ آوریل ۲۰۱۰ بغداد، مجموعه‌ای از انفجار چندین بمب در بغداد پایتخت عراق بود. در این حملات ۴۱ نفر کشته و دست کم ۲۰۰ نفر زخمی شدند.